# 다카야스 료스케
다카야스 료스케(일본어: 髙安 亮介, 1984년 5월 14일 ~ )는 일본의 전 축구 선수이다.

## 구단 경력
과거 도치기 SC에서 활동하였다.